# نراد (سرده)

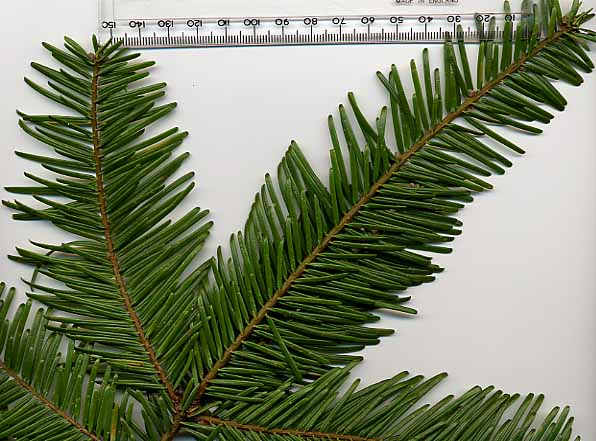
برگ‌های نراد بزرگ

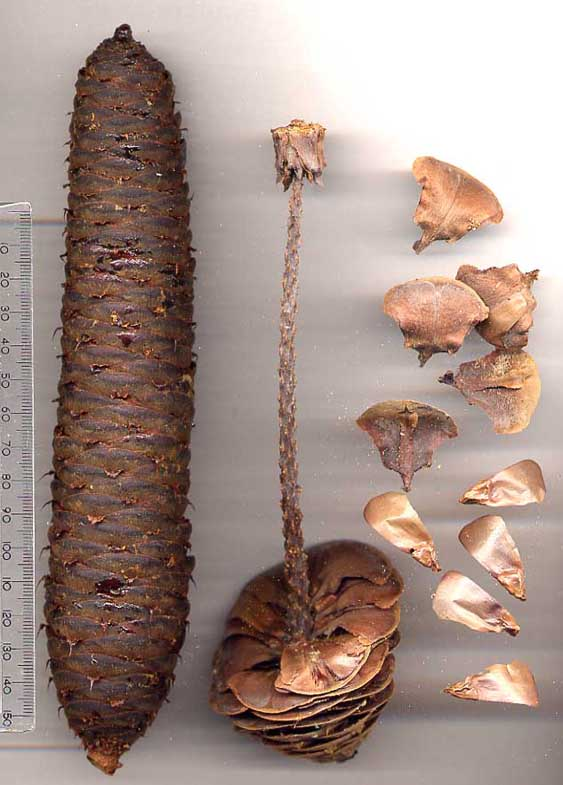
مخروط‌ها سالم و ازهم‌پاشیده نراد بلغاری.

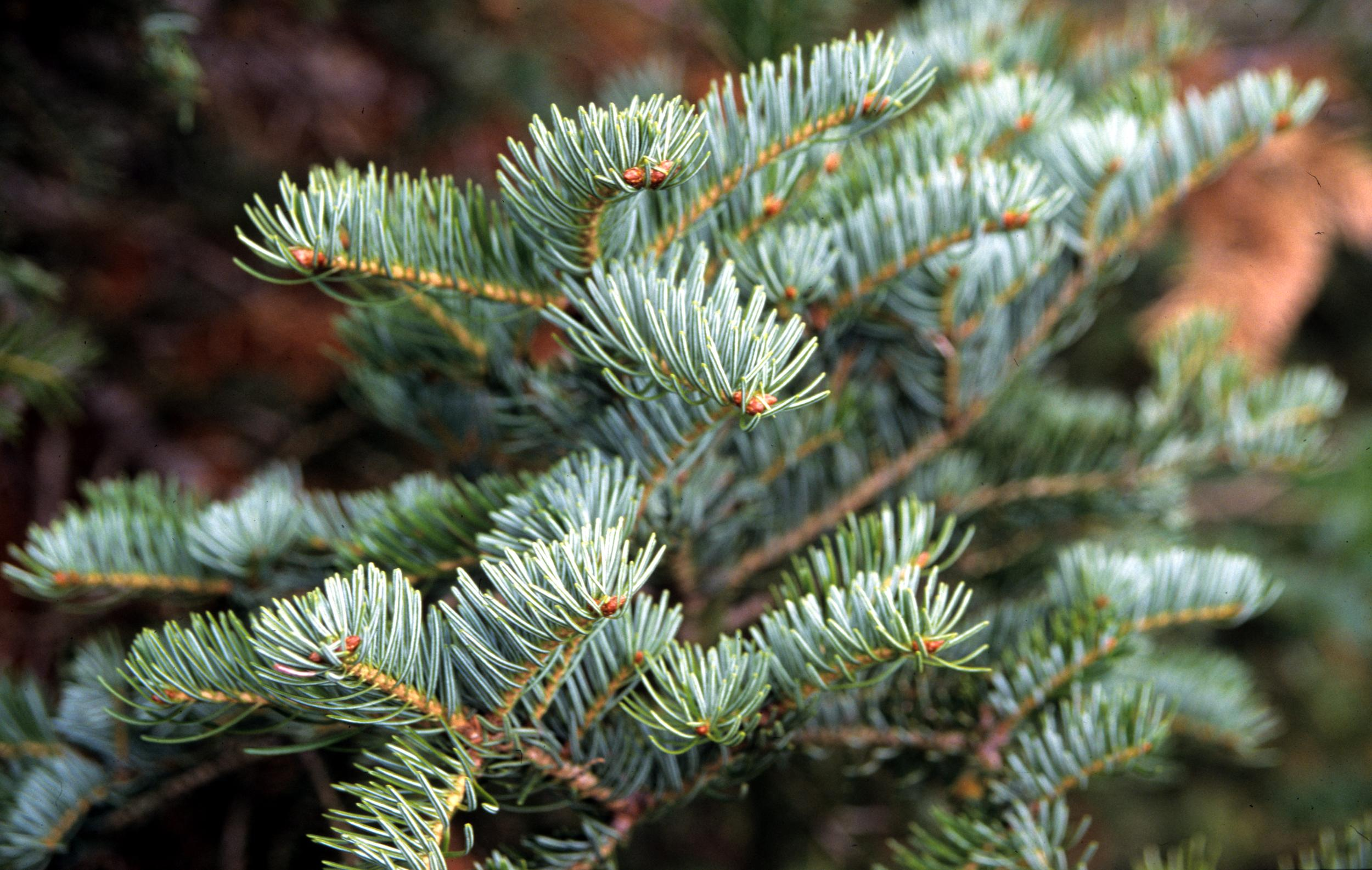
برگ‌های نراد نقره‌ای از کوه اورژن.

نَراد سرده‌ای از درختان همیشه‌سبز و سوزنی‌برگ است.
این جنس در حدود ۴۰ گونهٔ درختی در مناطق معتدل نیم‌کره شمالی دارد.
درخت نراد نمی‌تواند خاک‌هایی را که بیش از حد مرطوب، اسیدی و خشک باشد را تحمل کند. بهترین آب و هوا برای درختان نراد، آب و هوای مدیترانه‌ای است.
نراد چوبی به رنگ سفید تا سفید مایل به کرم تا قهوه‌ای مایل به صورتی دارد. درخت نراد در صنایع چوب و کاغذسازی کاربرد دارد و بسیاری از باغداران این گیاه را به عنوان یک گونه زینتی به صورت تک‌درخت می‌کارند.
از این درخت به خاطر بوی خوش برگ‌هایش و دیر خشک‌شدن برگ‌ها معمولاً به عنوان درخت کریسمس استفاده می‌شود.

## گونه‌های مهم
- نراد نقره‌ای (Abies alba)
- نراد فریزر (Abies fraseri)
- نراد بزرگ (Abies grandis)
- نراد کره‌ای (Abies koreana)
- نراد قفقازی (Abies nordmanniana)
- نراد اصیل (Abies procera)